# IJzer(III)fosfaat
IJzer(III)fosfaat, ook ijzerorthofosfaat genoemd, is een ijzerzout van fosforzuur. De stof komt voor als een geelbruin reukloos poeder, dat slecht oplosbaar is in water. Als het met water in aanraking komt vormt het hydraten. Het komt in de natuur voor als het mineraal strengiet.

## Synthese
IJzer(III)fosfaat kan bereid worden uit reactie van ijzer(III)hydroxide en fosforzuur:
{\displaystyle {\ce {Fe(OH)3 + H3PO4 -> FePO4 + 3H2O}}}

## Toepassingen
IJzer(III)fosfaat wordt gebruikt als slakkendodend middel (molluscicide). Het gebruik ervan wordt door Velt sedert maart 2002 toegelaten in de biologische tuinbouw omdat het enkel giftig is voor dieren met een kropklier. Voor andere dieren als vogels of egels is deze stof ongevaarlijk. Bovendien breken micro-organismen in de bodem eventuele residuen af tot ijzer en fosfaten die in elke bodem van nature aanwezig zijn.